# W nieobecnym śnie
W nieobecnym śnie (ang. In an Absent Dream) – amerykańskie opowiadanie fantasy z 2019 autorstwa Seanan McGuire. Jest to czwarty tekst z cyklu Zbłąkane Dzieci i opowiada historię Lundy, terapeutki w szkole Eleanor West. W Polsce zostało wydane nakładem wydawnictwa Mag w tłumaczeniu Anny Reszki, w jednym tomie z poprzednim opowiadaniem z cyklu, Pod cukrowym niebem. Premiera odbyła się 29 lutego 2014. 

## Fabuła
Główną bohaterką opowiadania jest Katherine Lundy, cicha i uprzejma dziewczynka, dorastająca w latach 60. XX-wieku. Jest córką dyrektora szkoły i uwielbia książki, co sprawia, że nie ma zbyt wielu przyjaciół. Gdy ma osiem lat, w ostatni dzień szkoły nie potrafi cieszyć się z innymi dziećmi, gdy dzwoni szkolny dzwonek. Zamiast tego zostaje w klasie i czyta. Gdy nauczycielka zmusza ją do wyjścia, Katherine idzie do domu, jednak cały czas trzymając nos w książce. Niespodziewanie, natrafia na drzewo tam, gdzie nie powinno go być. W ten sposób otwierają się przed nią drzwi na Targ Goblinów.
Na Targu Goblinów wszysko jest wymieniane na podstawie tego, co można uznać za „uczciwą wartość”, uznając, że to, co może być uczciwe dla jednej osoby, nie jest uczciwe dla innych. Dziewczynkę informuje o tym Archiwistka, dodając również inne zasady panujące w tym świecie. Jedną z ważniejszych jest ta, że imiona mają prawdziwą moc, dlatego też dziewczynka zaczyna używać swojego nazwiska, Lundy, jako imienia. 
W przeciwieństwie do wielu innych światów, do których ludzie mogą wejść i wyjść tylko raz, dzieci mogą opuszczać Targ Goblinów i wracać wielokrotnie, dopóki nie ukończą 18 lat. Aby jednak mogły pozostać w tym świecie, muszą do tego momentu stać się pełnoprawnymi obywatelami Targu, co jednocześnie sprawi, że nie będą mogły powrócić do rodzimego świata.
Od 8 roku życia do lat nastoletnich Lundy podróżuje pomiędzy Targiem Goblinów a miejscem urodzenia, zawsze myśląc o tym pierwszym świecie jako o swoim domu oraz pamiętając o swojej przyjaciółce, Księżyc. Gdy jednak dziewczyna zbliża się do swoich 18. urodzin staje przed wyborem, którego skutki sprawiają, że czytelnicy spotykają Lundy w pierwszym tomie z cyklu jako terapeutkę. 

## Nagrody
| Rok  | Nazwa                                 | Wynik     | Źródło |
| ---- | ------------------------------------- | --------- | ------ |
| 2020 | Nagroda Hugo za najlepsze opowiadanie | nominacja | [ 1 ]  |
| 2020 | World Fantasy Award za opowiadanie    | nominacja | [ 2 ]  |